# Koray Aldemir
Koray Aldemir (Berlijn, 1990) is een Duits professioneel pokerspeler. Hij won het Main Event (het $ 10.000 World Championship No Limit Hold'em-toernooi) van de World Series of Poker 2021 en daarmee de officieuze wereldtitel pokeren. Aldemir wist het toernooi te winnen door tijdens de heads-up George Holmes te verslaan. 
Tijdens de World Series of Poker 2016 werd hij 3de bij het $111.111 One Drop High Roller-toernooi en won hij ruim $ 2 miljoen. In 2018 werd hij 3de tijdens het PokerStars Caribbean Adventure. Ook won hij een toernooi tijdens de US Poker Open in 2019. In zijn carrière heeft Aldemir meer dan $ 21 miljoen bij elkaar gewonnen in toernooien. Meer dan de helft van dit bedrag komt van zijn 63 WSOP-winsten.

## WSOP bracelets
| Jaar                       | Event                                        | Prijs      |
| -------------------------- | -------------------------------------------- | ---------- |
| World Series of Poker 2021 | $10.000 No Limit Hold 'em World Championship | $8.000.000 |